# Арк Дило
Арк Дило (фр. Arces-Dilo) насеље је и општина у источном делу централне Француске у региону Бургундија-Франш-Конте, у департману Јон која припада префектури Санс.
По подацима из 2011. године у општини је живело 626 становника, а густина насељености је износила 23,17 становника/km². Општина се простире на површини од 27,02 km². Налази се на средњој надморској висини од 250 метара (максималној 288 m, а минималној 198 m).

## Демографија
| 1962. | 1968. | 1975. | 1982. | 1990. | 1999. | 2011. |
| ----- | ----- | ----- | ----- | ----- | ----- | ----- |
| 444   | 544   | 533   | 485   | 513   | 593   | 626   |

График промене броја становника у току последњих година